# Temporada do Club Nacional de Football de 2011–12
O Club Nacional de Football em 2011-12 irá participar de três competições: Campeonato Uruguaio, Copa Sul-Americana e Copa Libertadores.

## Fatos marcantes

### Transferências

#### Entradas
Pablo Álvarez voltou para o Nacional em 2012.

## Elenco atual
- Atualizado em 16 de junho de 2012.

Legenda
- : Capitão

## Comissão técnica
- Atualizado em 16 de junho de 2012.

## Transferências

### Apertura
| Entradas |      |                |      |
| Jogador  | Pos. | Clube anterior | Ref. |

| Saídas  |      |                  |      |
| Jogador | Pos. | Clube de destino | Ref. |

Legenda
| - : Jogadores que retornam de empréstimo | - : Jogadores emprestados |

### Clausura
| Entradas         |      |                  |       |
| Jogador          | Pos. | Clube anterior   | Ref.  |
| Pablo Álvarez    | LD   | Panserraikos     | [ 1 ] |
| Andrés Scotti    | Z    | Colo-Colo        | [ 1 ] |
| Jorge Bava       | G    | Rosário Central  | [ 2 ] |
| Marcos Aguirre   | M    | San Martín       | [ 3 ] |
| Vicente Sánchez  | A    | América          | [ 4 ] |
| Israel Damonte   | M    | Godoy Cruz       | [ 5 ] |
| Juan Cruz Mascia | A    | Miramar Misiones | [ 6 ] |
| Richard Porta    | A    | Al-Wasl          | [ 7 ] |

| Saídas             |      |                     |        |
| Jogador            | Pos. | Clube de destino    | Ref.   |
| Rodrigo Muñoz      | G    | Libertad            | [ 8 ]  |
| Jonathan Charquero | A    | Alianza Lima        | [ 9 ]  |
| Gonzalo Godoy      | Z    | Cerro               | [ 10 ] |
| Matías Sosa        | M    | River Plate         | [ 11 ] |
| Horacio Peralta    | A    | Fim de contrato     | [ 10 ] |
| Anderson Silva     | V    | Fim de contrato     | [ 10 ] |
| Gabriel Marques    | LD   | Contrato rescindido | [ 10 ] |
| Raúl Poclaba       | LE   | Contrato rescindido | [ 11 ] |

Legenda
| - : Jogadores que retornam de empréstimo | - : Jogadores emprestados |

## Competições

### Campeonato Uruguaio
Fase de grupos
Torneio Apertura
| Classificação | Classificação | Classificação | Classificação | Classificação | Classificação | Classificação | Classificação | Classificação | Classificação |
| Pos           | Time          | PG            | J             | V             | E             | D             | GP            | GS            | SG            |
| ------------- | ------------- | ------------- | ------------- | ------------- | ------------- | ------------- | ------------- | ------------- | ------------- |
| 1             | Nacional      | 32            | 15            | 9             | 5             | 1             | 30            | 11            | +19           |

Última atualização em 16 de junho de 2012.
Torneio Clausura
| Classificação | Classificação | Classificação | Classificação | Classificação | Classificação | Classificação | Classificação | Classificação | Classificação |
| Pos           | Time          | PG            | J             | V             | E             | D             | GP            | GS            | SG            |
| ------------- | ------------- | ------------- | ------------- | ------------- | ------------- | ------------- | ------------- | ------------- | ------------- |
| 2             | Nacional      | 35            | 15            | 11            | 2             | 2             | 38            | 20            | +18           |

Última atualização em 16 de junho de 2012.
Semifinal
| 16 de junho de 2012 | Nacional   | 1 – 0     | Defensor Sporting | Estádio Centenário, Montevideo             |
| 15:00               | Recoba 41' | Relatório |                   | Público: 55,000 Árbitro: URU Darío Ubríaco |

Premiação
| Campeonato Uruguaio de Futebol de 2011-12 |
| ----------------------------------------- |
|                                           |
| Nacional Campeão (44º título)             |

### Copa Sul-Americana
Segunda fase
As partidas pela segunda fase da Copa Sul-Americana:
Chave O2
| 13 de setembro | Universidad de Chile | 1 – 0     | Nacional | Estádio Nacional, Santiago     |
| 21:15 (UTC−3)  | E. Vargas 59'        | Relatório |          | Árbitro: BRA Paulo de Oliveira |

| 21 de setembro | Nacional | 0 – 2[a]  | Universidad de Chile          | Estádio Gran Parque Central, Montevidéu |
| 19:15 (UTC−3)  |          | Relatório | E. Vargas 11' · Rodríguez 12' | Árbitro: PAR Antonio Arias              |

### Amistosos

#### Copa Bimbo
Semifinal
| 13 de Janeiro 2012 | Nacional              | 1 - 1 | Peñarol        | Estádio Centenário, Montevidéu               |
| 22:00 (UTC-3)      | Boghossian 37' (pen.) |       | Cristóforo 24' | Público: 22,000 Árbitro: URU Héctor Martínez |

|                                              |       | Penalidades                                         |  |
| Viudez Rolín Romero Núñez García Bueno López | 5 – 6 | Amodio Albín Pérez López Cristóforo González Carini |  |

Disputa de 3º Lugar
| 15 de Janeiro 2012 | Universidad San Martin | 1 - 2 | Nacional                | Estádio Centenário, Montevidéu |
| 20:00 (UTC-3)      | Perea 9'               |       | Recoba 15' · Vecino 37' | Árbitro: URU Gustavo Siegler   |

### Copa Libertadores
Segunda fase
As partidas pela segunda fase da Copa Libertadores:
Fase de grupos - Grupo 8
| Classificação | Classificação | Classificação | Classificação | Classificação | Classificação | Classificação | Classificação | Classificação | Classificação |
| Pos           | Time          | PG            | J             | V             | E             | D             | GP            | GS            | SG            |
| ------------- | ------------- | ------------- | ------------- | ------------- | ------------- | ------------- | ------------- | ------------- | ------------- |
| 3             | Nacional      | 6             | 6             | 2             | 0             | 4             | 5             | 7             | –2            |

Última atualização em 16 de junho de 2012.

## Partidas oficiais disputadas
O clube disputou 39 partidas, sendo 23 vitórias, 7 empates e 9 derrotas. A equipe marcou 74 gols e sofreu 41, com saldo de 33 gols.
Última atualização em 16 de junho.
Legenda:      Vitórias —      Empates —      Derrotas —      Clássicos[a]

### Campanha
Essa é a campanha na temporada:
|               | Mandante | Visitante | Clássicos[b] | Total |
| ------------- | -------- | --------- | ------------ | ----- |
| Jogos         | 0        | 0         | 0            | 0     |
| Vitórias      | 0        | 0         | 0            | 0     |
| Empates       | 0        | 0         | 0            | 0     |
| Derrotas      | 0        | 0         | 0            | 0     |
|               |          |           |              |       |
| Gols marcados | 0        | 0         | 0            | 0     |
| Gols sofridos | 0        | 0         | 0            | 0     |
| Saldo de gols | 0        | 0         | 0            | 0     |

Última atualização em 16 de junho de 2012.

## Artilharia
A artilharia da temporada:
| #           | Futebolista        | Total | Campeonato Uruguaio | Copa Sul- Americana | Amistoso | Copa Libertadores |  |
| ----------- | ------------------ | ----- | ------------------- | ------------------- | -------- | ----------------- |  |
| 01          | Richard Porta      | 17    | 17                  | 0                   | 0        | 0                 |  |
| 02          | Tabaré Viudez      | 3     | 0                   | 0                   | 0        | 3                 |  |
| 03          | Álvaro Recoba      | 2     | 1                   | 0                   | 1        | 0                 |  |
| 04          | Matías Vecino      | 1     | 0                   | 0                   | 1        | 0                 |  |
|             | Joaquín Boghossian | 1     | 0                   | 0                   | 1        | 0                 |  |
|             |                    |       |                     |                     |          |                   |  |
| Gols-contra | Gols-contra        | 0     | 0                   | 0                   | 0        | 0                 |  |
| TOTAL       | TOTAL              | 24    | 18                  | 0                   | 3        | 3                 |  |

Última atualização em 16 de junho de 2012.

## Cartões
Os cartões amarelos e vermelhos recebidos durante a temporada:
| #     | Futebolista | Expulso | Penalizado com cartão amarelo |
| TOTAL | TOTAL       | 0       | 0                             |
| ----- | ----------- | ------- | ----------------------------- |

Última atualização em 16 de junho de 2012.

## Público
| Competição          | Mandante | Visitante | Clássicos[b] | Total | Média |
| ------------------- | -------- | --------- | ------------ | ----- | ----- |
| Campeonato Uruguaio |          |           |              |       |       |
| Copa Sul-Americana  |          |           |              |       |       |
| Amistoso            |          |           |              |       |       |
| Copa Libertadores   |          |           |              |       |       |
| Total               |          |           |              |       | —     |
| Partidas            |          |           |              |       | —     |
| Média               |          |           |              |       | —     |

Última atualização em 16 de junho de 2012.